# 汤姆·阿西诺
汤姆·阿西诺（英語：Tom Arceneaux，1951年10月8日—）为美国共和党籍政治人物，自2022年12月31日起担任路易斯安那州什里夫波特市市长。

## 早年生活及职业生涯
汤姆·阿西诺于1969年毕业于什里夫船长高中，在校期间参加过美式足球运动。随后他在位于巴吞鲁日的路易斯安那州立大学继续深造，并于1976年获得该校法律中心的法律博士学位。阿西诺在路易斯安那州和德克萨斯州的法律执业生涯已逾40年。1982年至1990年间，阿西诺担任什里夫波特市议会C区议员，并于1986年至1987年期间担任议会主席。此外他积极参与公民活动，并加入了多个组织，其中包括海兰复兴协会、西北路易斯安那州法律服务、什里夫波特小剧院、圣天使住宅设施、AMIKids、什里夫波特扶轮社、美国童子军诺维拉理事会以及西北路易斯安那联合之路等。阿西诺与其妻子伊丽莎白积极支持海兰社区，他们居住在共同修复的房屋中。

## 2022年什里夫波特市长

### 2022年什里夫波特市长选举

第二轮选举结果

2022年什里夫波特市长选举于2022年11月8日举行，因未有候选人在首轮投票中获得多数票，第二轮选举于12月10日进行。现任民主党市长阿德里安·珀金斯寻求连任，但最终在首轮投票中排名第四。进入决选的候选人包括前市议员、共和党人汤姆·阿西诺以及民主党州参议员格雷戈里·塔弗。值得关注的是，珀金斯及两位前非裔民主党市长选择支持白人共和党候选人阿西诺而非塔弗，原因之一是塔弗反对2017年司法再投资法案。
塔弗获得了包括州长约翰·贝尔·爱德华兹在内多位知名民主党人士的支持，同时还获得了部分共和党人的支持。第二轮选举竞争异常激烈，两位候选人均遭遇与以往家庭暴力指控相关的攻击性广告，此外塔弗因在2021年之前居住在什里夫波特以外地区及其妻子的赌场合同而受到审查。犯罪问题是此次竞选的重要议题，塔弗主张采取“严厉打击犯罪”的政策，而阿西诺则强调振兴贫困社区的必要性。最终阿西诺在第二轮选举中以56%的得票率获胜，实现了自1994年以来共和党在什里夫波特市长选举中的首次胜利。

### 任内
汤姆·阿西诺于2022年12月31日宣誓就任什里夫波特第57任市长。什里夫波特在其上任第一年的六月份遭遇了一场严重风暴。不过在他的领导下该市得以迅速恢复。此外在阿西诺担任市长期间，该市的犯罪问题得以显著改善。此外阿西诺还曾主张通过发行债券的方式投资该市基础设施建设。